# Dio (rappeur)
Pour les articles homonymes, voir Dio.
Diorno Dylyano Braaf, alias Dio, né le 31 mai 1988 à Amsterdam aux Pays-Bas, est un rappeur néerlandais d'origine surinamaise.

## Discographie

### Albums studio
- 2008 : Rock & Roll
- 2012 : Benjamin Braafs festival
- 2015 : De Man

### Mixtapes
- 2008 : Op volle Toeren
- 2008 : Tijdmachine

### Singles
- 2007 : Dom, lomp & famous feat. The Opposites et Willie Wartaal
- 2008 : Stuk feat. The Partysquad, Sjaak & Reverse
- 2008 : Tijdmachine feat. Sef
- 2009 : Licht van de laser feat. The Partysquad, Sjaak & Sef
- 2009 : Aye feat. Sef
- 2009 : Baby feat. The Madd
- 2009 : Cool feat. Jayh, Adonis, Kleine Viezerik & Kempi
- 2012 : Dansen in jou
- 2012 : Ze houdt van me
- 2012 : Radio
- 2015 : We zijn hier feat. Jayh, Bokoesam & Ronnie Flex
- 2015 : Morgen weer feat. Jonna Fraser & Hef